# Spartopteryx fuscaria
Spartopteryx fuscaria là một loài bướm đêm trong họ Geometridae.